# Бокаюва (мікрорегіон)

Бокаюва на карті штату Мінас-Жерайс

Бокаюва (порт. Microrregião de Bocaiúva) — мікрорегіон у Бразилії, входить до штату Мінас-Жерайс. Складова частина мезорегіону Північ штату Мінас-Жерайс. Населення становить 66 720 чоловік на 2006 рік. Займає площу 7896,394 км². Густота населення — 8,4 чол./км².

## Склад мікрорегіону
До складу мікрорегіону включені такі муніципалітети:
1. Бокаюва
2. Енженьєйру-Наварру
3. Франсіску-Думонт
4. Гуарасіама
5. Ольюс-д'Агуа

| Бразилія | Це незавершена стаття з географії Бразилії. Ви можете допомогти проєкту, виправивши або дописавши її. |